# 인리 (정치인)
인리(중국어: 尹力, 병음: Yǐn Lì, 1962년 8월 ~ )는 중국의 정치인이다. 산둥성 더저우시 출신으로 대학원 학위를 가진 의학박사이다. 보건 분야 전문가로 중국공산당 제18기 중앙위원회 후보위원을 지냈고, 보건부 판공처 주임 및 부부장, 국가식품약품감독관리국 국장, 국가위생건강위원회 부주임, 중국공산당 쓰촨성 위원회 부서기 등을 역임했다. 중국 쓰촨성 인민정부 성장, 푸젠성 당위원회 서기, 푸젠성 인민대표대회 상무위원회 주임을 지냈다. 중국공산당 19기 중앙위원회 위원을 역임했고, 현재 중국공산당 20기 중앙위원회 위원 겸 중국공산당 20기 중앙위원회 정치국 위원이다.